# 瀬田駅 (滋賀県)

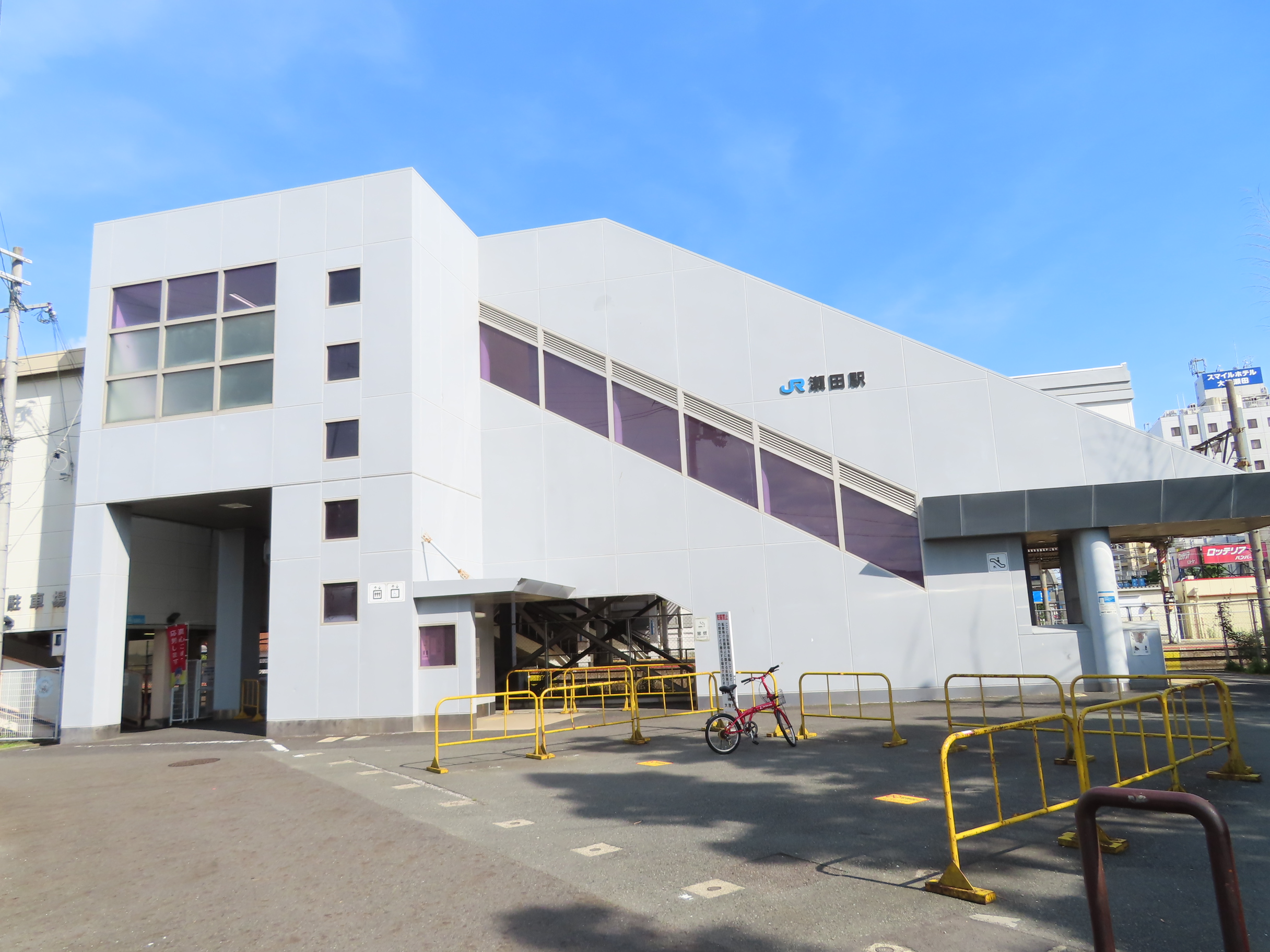
北口（2023年5月）

瀬田駅（せたえき）は、滋賀県大津市大萱一丁目にある、西日本旅客鉄道（JR西日本）東海道本線の駅である。駅番号はJR-A26。「琵琶湖線」の愛称区間に含まれている。

## 歴史

### 駅設置の経緯

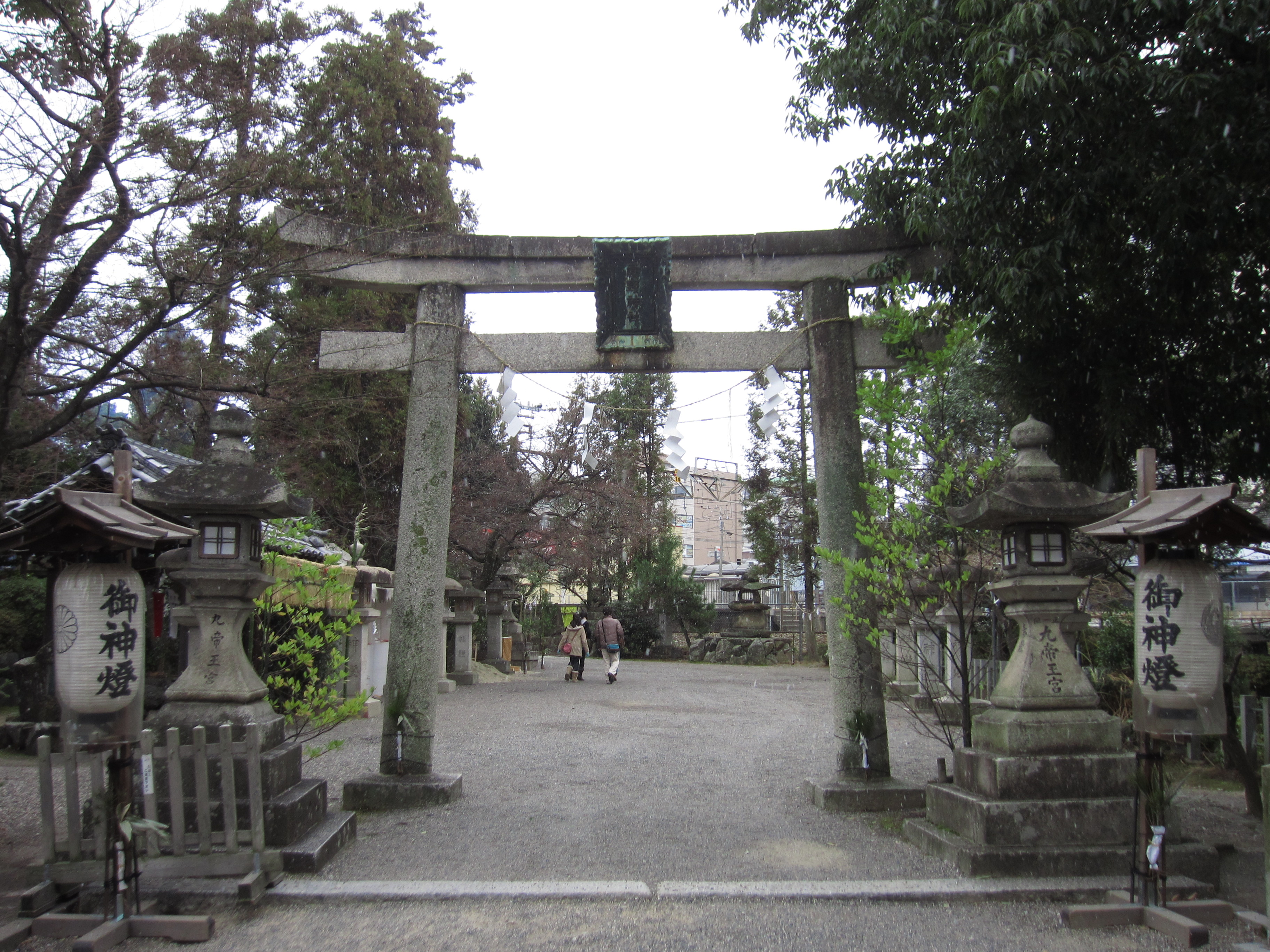
萱野神社 鳥居（2013年1月。奥に瀬田駅のホームが写る）

現在の瀬田駅の区間の東海道本線が開通したのは1889年（明治22年）の東海道本線全通時であるが、当時は馬場駅（現在の膳所駅）から草津駅の間に停車場（駅）はなかった。1900年（明治33年）7月、栗太郡瀬田村（当時）は逓信大臣に対し、この馬場駅 - 草津駅間の停車場として南大萱（現在の瀬田駅とほぼ同位置）への停車場設置を請願した。しかしこの停車場設置の請願は採用されず、馬場駅 - 神戸駅間の複線化が完成した翌年の1903年（明治36年）に石山駅が先に開業することとなった。結局瀬田駅設置へと話が進むのは、それから半世紀近く後のこととなる。
瀬田駅設置へ向かうきっかけになったのは、東海道新幹線の建設であった。東海道新幹線は瀬田町（当時）を通過するルートとなっており、1960年（昭和35年）に地元に対して立ち入り測量の了解を求めた。これに対して地元は、当時の平均国鉄駅間距離が4 kmに対し石山駅 - 草津駅間が7.7 kmであることなどから、測量協力の代償として瀬田駅開設を強く主張した。この請願に加え、当時の東海道本線では輸送量の逼迫などから1966年（昭和41年）から瀬田川橋梁工事を始めとした京都駅 - 草津駅間の複々線化工事が行われていたことから、この工事と関連して行う形で瀬田駅が新設された。この瀬田駅は請願駅のため、工事費1億1,800万円は地元の瀬田町（1967年の合併により大津市）が引き受けることとなり、企業からの寄付や滋賀県の補助・大津市の市債によって賄われた。また、駅新設に伴い、大津市による瀬田駅前の土地区画整理事業が瀬田駅が開業した1969年（昭和44年）から1977年（昭和52年）にかけて実施された。
瀬田駅と駅前広場の敷地は萱野神社の境内地の一部であった。境内地は東海道本線の設置で二分され、さらに駅設置により鎮守の森は駅前広場となり消滅した。

### 年表
- 1969年（昭和44年）8月12日：東海道本線の草津駅 - 京都駅間の複々線化に先駆け、日本国有鉄道（国鉄）の駅として、草津駅 - 石山駅間に新設開業[1][2]。旅客営業のみ[5]。
- 1987年（昭和62年）4月1日：国鉄分割民営化により、西日本旅客鉄道（JR西日本）の駅となる[5]。
- 1988年（昭和63年）3月13日：路線愛称の制定により、「琵琶湖線」の愛称を使用開始。
- 1998年（平成10年）3月7日：自動改札機を設置し、供用開始[6]。
- 2002年（平成14年）7月29日：JR京都・神戸線運行管理システム導入[7]。
- 2003年（平成15年）
  - 3月15日：エレベーター、エスカレーターが使用を開始。
  - 11月1日：ICカード「ICOCA」の利用が可能となる[8]。
- 2007年（平成19年）3月18日：駅自動放送を更新。
- 2015年（平成27年）3月12日：入線警告音の見直しに伴い、接近メロディ導入[9]。
- 2017年（平成29年）7月26日：当駅付近で架線が断線する事故が発生[10][11]。
- 2018年（平成30年）3月17日：駅ナンバリングが導入され、使用を開始する。
- 2020年（令和2年）
  - 6月26日：みどりの窓口の営業を終了[12]。
  - 6月27日：みどりの券売機プラスを導入[12]。
  - 12月1日：株式会社JR西日本交通サービスによる業務委託駅となる。

## 駅構造
島式ホーム2面4線を持つ地上駅で、橋上駅舎を有している。ホーム有効長は12両編成である。当駅は分岐器や絶対信号機を持たないため、停留所に分類される。
株式会社JR西日本交通サービスによる業務委託駅で、大津駅が当駅を管理している。ICOCA利用可能駅（相互利用可能ICカードはICOCAの項を参照）。

### のりば
| のりば | 路線     | 方向 | 線路   | 行先           | 備考                                  |
| ------ | -------- | ---- | ------ | -------------- | ------------------------------------- |
| 1      | 琵琶湖線 | 下り | 外側線 | 京都・大阪方面 | 一部の列車のみ                        |
| 2      | 琵琶湖線 | 下り | 内側線 | 京都・大阪方面 |                                       |
| 3      | 琵琶湖線 | 上り | 内側線 | 草津・米原方面 |                                       |
| 4      | 琵琶湖線 | 上り | 外側線 | 草津・米原方面 | 平常時は 草津線直通（貴生川方面）のみ |

- 上表の路線名は旅客案内上の名称（愛称）で記載している。

付記事項
- 普通列車のみ停車し、基本的に2番のりばと3番のりばを使用している。なお、草津線直通列車は下りの一部を除いて外側線を走るため、1番・4番のりばを使用する。
- 内側線・外側線ともに通過列車が存在する[注釈 1][16]。2019年（令和元年）度から外側線に停車する列車がない時間帯はロープが張られて閉鎖される[17]。

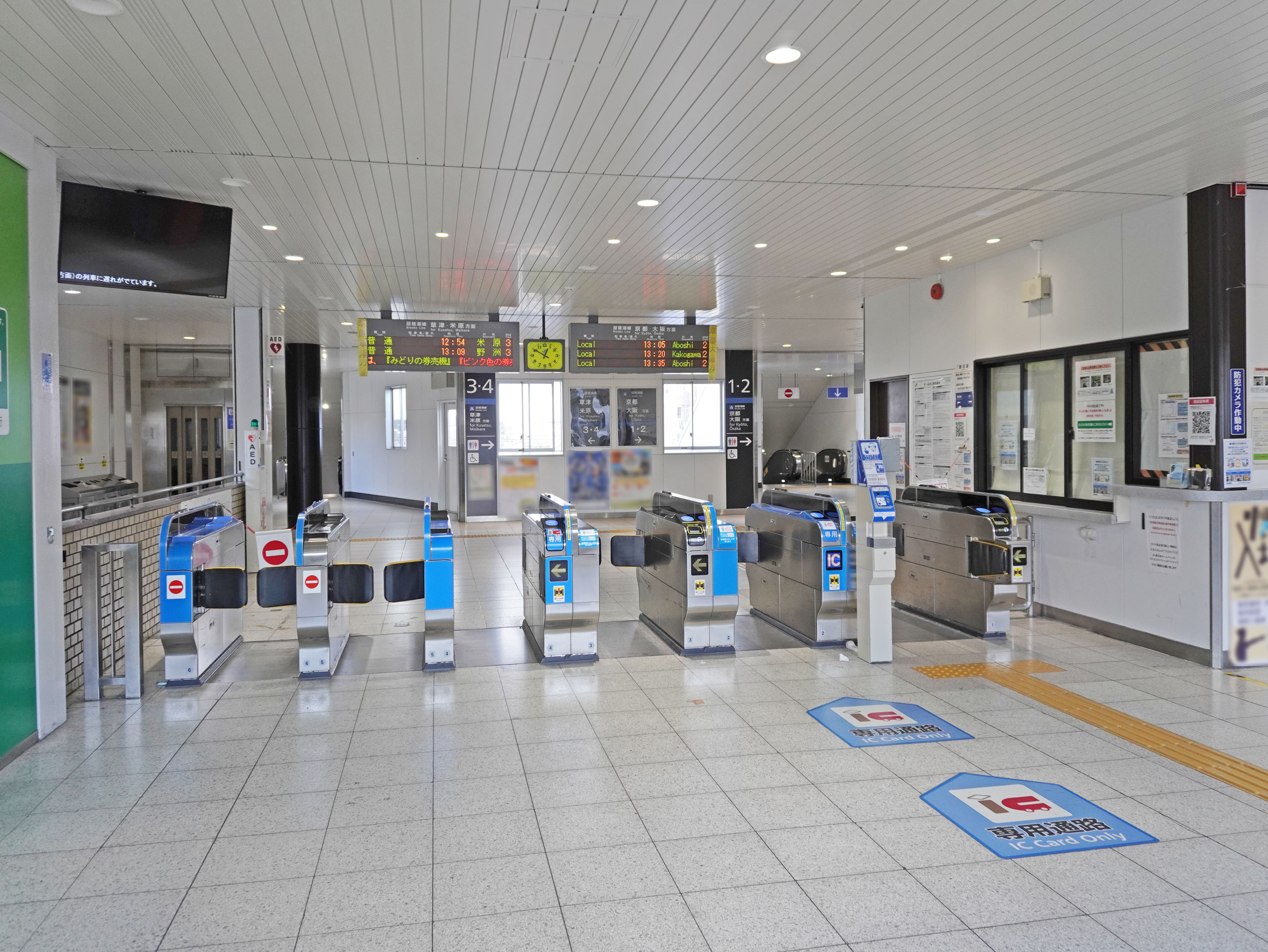
改札口（2022年12月）
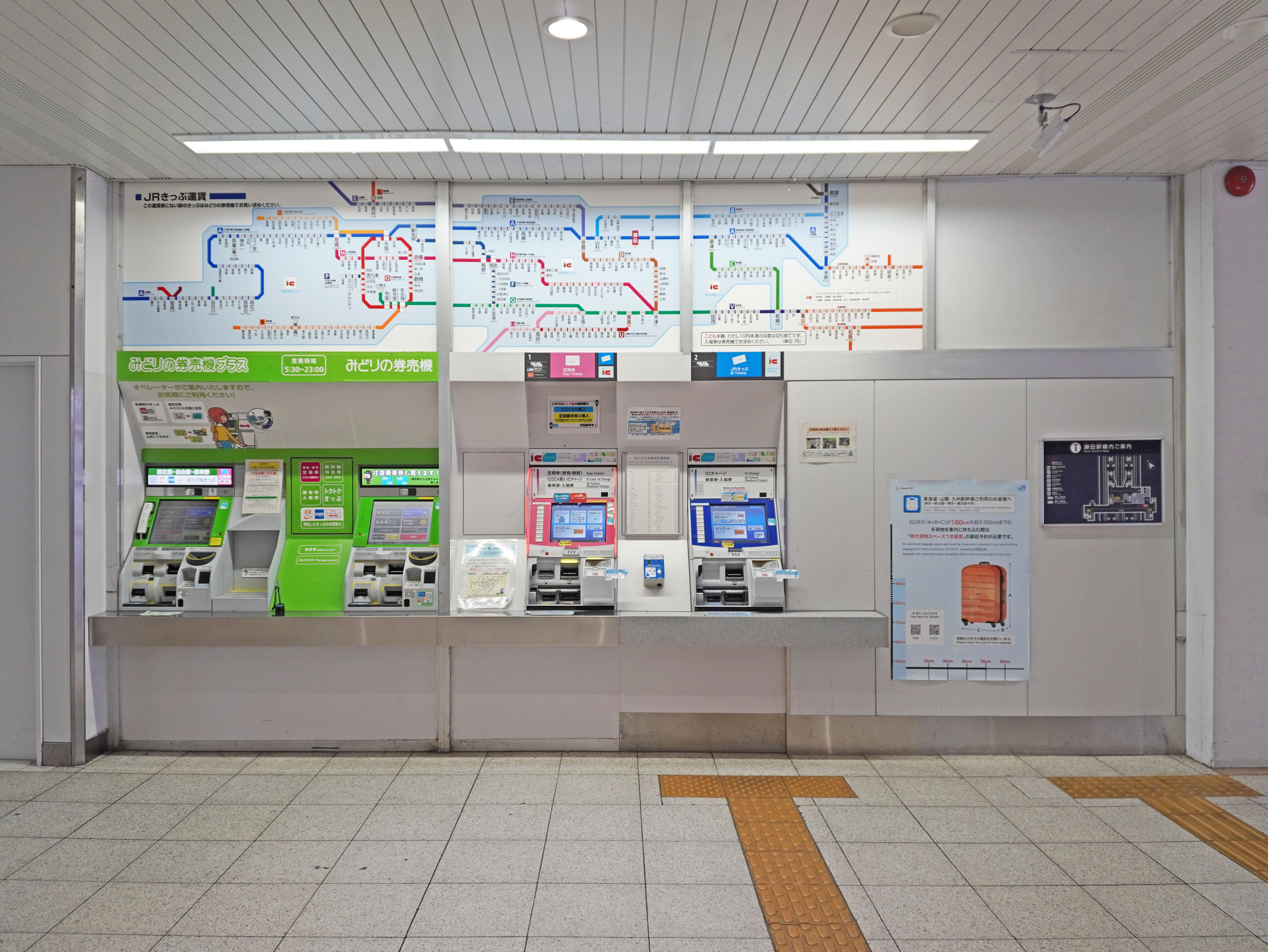
切符売り場（2022年12月）
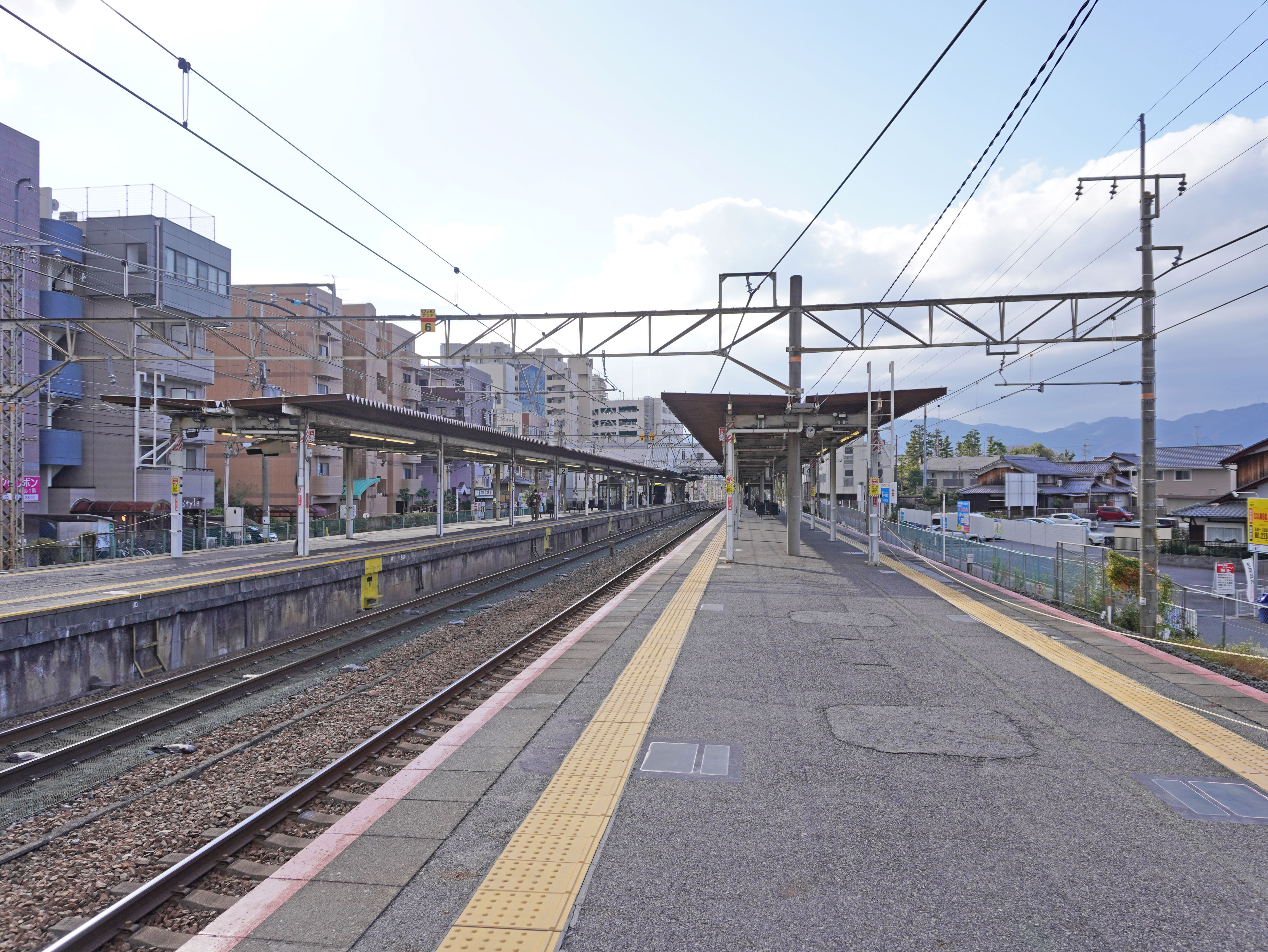
ホーム（2022年12月）

## ダイヤ
日中時間帯は普通（大阪方面行きは高槻駅から快速）が1時間に4本停車する。朝夕のラッシュ時は草津線へ直通する普通も運行されるため、本数がやや多くなる（夕方はラッシュ前から草津線に直通する列車の設定がある）。

## 利用状況
「滋賀県統計書」によると、近年の1日平均乗車人員推移は下表のとおりである。
なおJR西日本の移動等円滑化取組報告書によれば、2023年度の1日当たりの利用者数は34,294人。滋賀県内では草津駅、南草津駅、石山駅に次いで第4位。琵琶湖線内の新快速が通過する駅では第1位で、停車駅である米原駅、彦根駅、能登川駅、近江八幡駅、野洲駅よりも多く、守山駅、大津駅とは同程度である。
| 年度               | 1日平均 乗車人員 | 出典        |
| ------------------ | ---------------- | ----------- |
| 1992年（平成04年） | 17,719           | [ 統計 2 ]  |
| 1993年（平成05年） | 18,207           | [ 統計 3 ]  |
| 1994年（平成06年） | 17,323           | [ 統計 4 ]  |
| 1995年（平成07年） | 16,013           | [ 統計 5 ]  |
| 1996年（平成08年） | 16,594           | [ 統計 6 ]  |
| 1997年（平成09年） | 16,539           | [ 統計 7 ]  |
| 1998年（平成10年） | 16,599           | [ 統計 8 ]  |
| 1999年（平成11年） | 16,214           | [ 統計 9 ]  |
| 2000年（平成12年） | 16,216           | [ 統計 10 ] |
| 2001年（平成13年） | 16,183           | [ 統計 11 ] |
| 2002年（平成14年） | 15,909           | [ 統計 12 ] |
| 2003年（平成15年） | 16,254           | [ 統計 13 ] |
| 2004年（平成16年） | 16,598           | [ 統計 14 ] |
| 2005年（平成17年） | 16,646           | [ 統計 15 ] |
| 2006年（平成18年） | 17,148           | [ 統計 16 ] |
| 2007年（平成19年） | 17,279           | [ 統計 17 ] |
| 2008年（平成20年） | 17,484           | [ 統計 18 ] |
| 2009年（平成21年） | 17,011           | [ 統計 19 ] |
| 2010年（平成22年） | 16,970           | [ 統計 20 ] |
| 2011年（平成23年） | 17,052           | [ 統計 21 ] |
| 2012年（平成24年） | 17,240           | [ 統計 22 ] |
| 2013年（平成25年） | 17,757           | [ 統計 23 ] |
| 2014年（平成26年） | 17,424           | [ 統計 24 ] |
| 2015年（平成27年） | 17,296           | [ 統計 25 ] |
| 2016年（平成28年） | 17,430           | [ 統計 26 ] |
| 2017年（平成29年） | 17,867           | [ 統計 27 ] |
| 2018年（平成30年） | 17,987           | [ 統計 28 ] |
| 2019年（令和元年） | 18,224           | [ 統計 29 ] |
| 2020年（令和02年） | 13,446           | [ 統計 30 ] |
| 2021年（令和03年） | 15,020           | [ 統計 31 ] |
| 2022年（令和04年） | 16,442           | [ 統計 32 ] |

## 駅周辺
表玄関として機能しているのは南口。北口は神社が正面にあり、付近は細い路地が入り組んでいる。ちなみに、駅南口から龍谷大学瀬田キャンパス（瀬田学舎）へ延びる道路には「学園通り」という愛称があり、その道路沿いにフォレオ大津一里山があるが、同商業施設は駅からやや離れた所にある。

### 北口
- 萱野神社
- 西浦神社

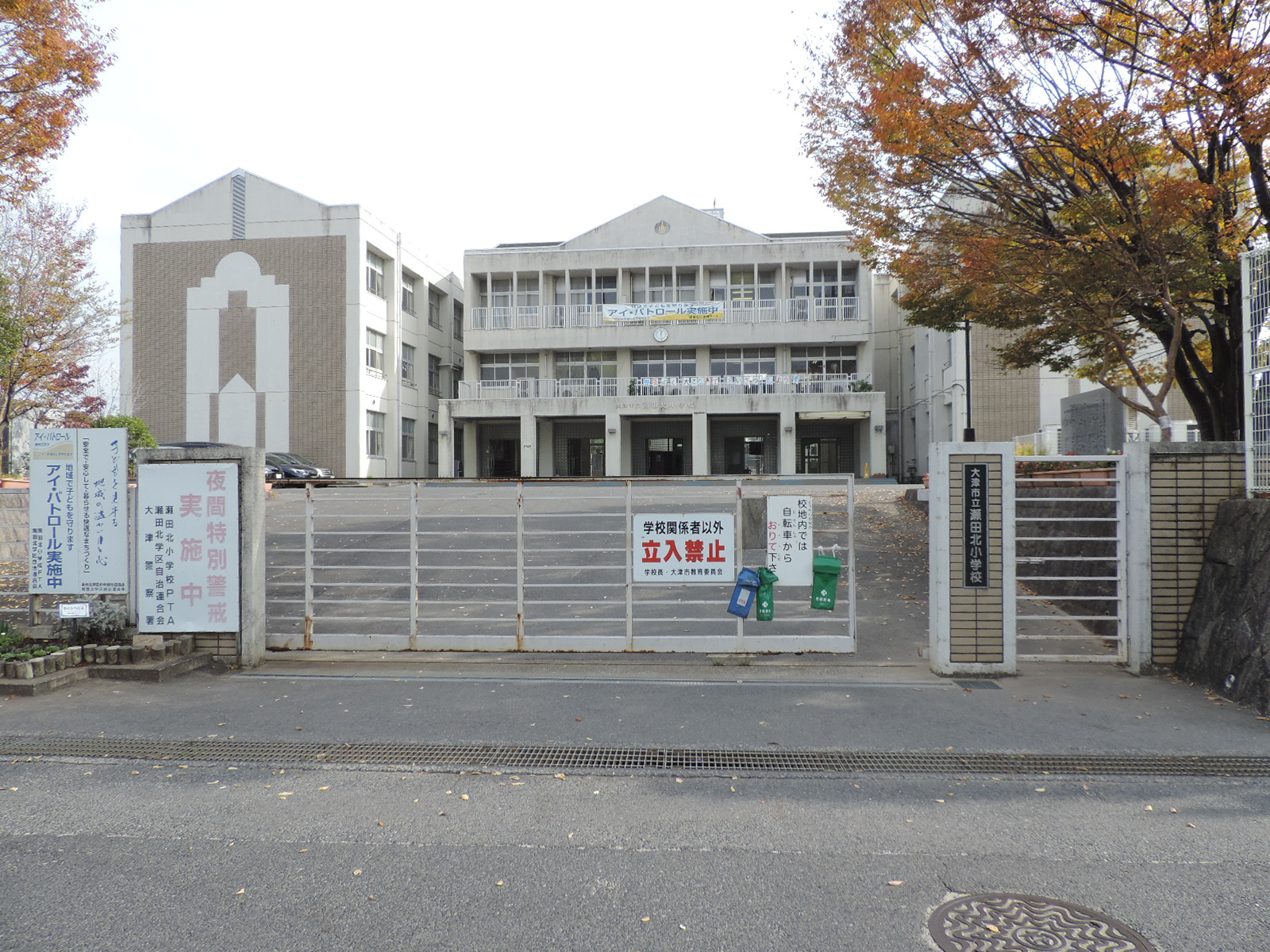
大津市立瀬田北小学校

- 常楽寺 - ひかりこども園（大萱）に隣接。
- 萬福寺
- 織部遺跡
- 大津市瀬田北市民センター
- 大津市立瀬田北中学校
- 大津市立瀬田北小学校
- 大津市立瀬田北幼稚園
- ひかりこども園（大萱）
- 大将軍ひかりこども園
- 東レ瀬田工場
- 浜源醤油店[19] - 醤油醸造所
- 滋賀県道26号大津守山近江八幡線（浜街道）

### 南口
- 大津警察署瀬田駅前交番
- 大津市消防局東消防署
- 大津瀬田郵便局
- 瀬田大江郵便局
- 滋賀銀行瀬田駅前支店
- 京都銀行瀬田支店
- 京都信用金庫瀬田支店
- スマイルホテル大津瀬田
- アパホテル〈びわ湖 瀬田駅前〉
- アル・プラザ瀬田

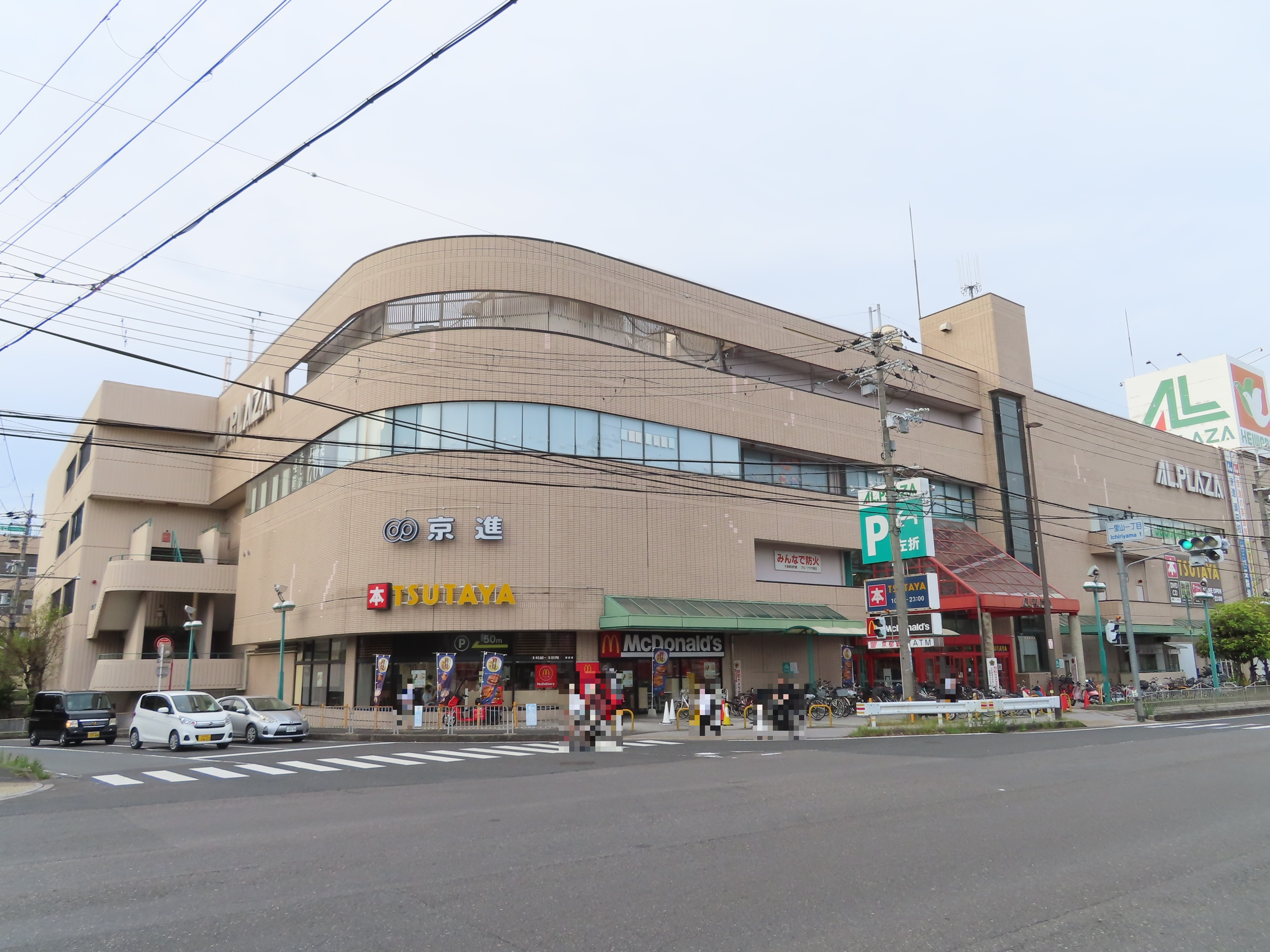
アル・プラザ瀬田

- イオンフードスタイル瀬田店 - グルメシティヒカリ屋瀬田店跡に開業。
- 近江鍛工
- 日伸工業
- 一里山公園 緑のふれあいセンター
  - 大津市瀬田東支所
- 月の輪自動車教習所
- 大津市立瀬田小学校
- 大津市立瀬田中学校
- 大津市立瀬田東小学校
- 大津市立瀬田東幼稚園
- 一里山ひかりこども園
- 国道1号
- 滋賀県道26号大津守山近江八幡線（浜街道）

## バス路線
駅南口にバスターミナルがあり、帝産湖南交通と近江鉄道バスの路線バスが乗り入れる。
| 瀬田駅                   | 瀬田駅       | 瀬田駅 | 瀬田駅 |
| 乗り場                   | 運行事業者   | 系統または路線名・行先 | 備考 |
| ------------------------ | ------------ | --- | --- |
| 1                        | 帝産湖南交通 | 301・311：大学病院 | - （帝産バス：大学病院行き乗り場） - 301：文化ゾーン方面。平日朝は「東大津高校まで直行」、「東大津高校は通過」の設定あり（ともに休校日は運休） - 311：1番乗り場始発、3番乗り場で待機。 |
| 2                        | 近江鉄道バス | - イオンモール瀬田線：イオンモール草津 - 瀬田飛島線：立命館大学 - 瀬田市場線：大津市公設市場 - 瀬田南草津線：南草津駅 - 神領団地線：石山駅 - 浜街道線：草津駅西口 | - （近江鉄道バス乗り場） - 瀬田市場線：夜のみ（本数わずか） - 瀬田南草津線：平日朝のみ（本数わずか） - 神領団地線：当駅発は平日に4便のみ運行 - 浜街道線：朝のみ（本数わずか）          |
| 3                        | 帝産湖南交通 | - 11・211：龍谷大学 - 21：びわ湖レストタウン / 長寿社会福祉センター - 111：大津市公設市場 - 121：長寿社会福祉センター - 301・311：大学病院                        | - （帝産バス：龍谷大学、びわ湖レストタウン行き乗り場） - 21・301：小松原方面 - 121：緑のふれあいセンター方面 - 211：[直行]系統（休校日は運休） - 311：1番乗り場始発、3番乗り場で待機。 |
| 瀬田駅前龍谷大学直行乗場 |              | | |
| 龍大直行                 | 帝産湖南交通 | 211：[直行]龍谷大学 | 平日朝の一部のみ（休校日は運休） |

注記
- 平日の朝に運行する211系統（帝産湖南交通）の一部便は、乗り場を「瀬田駅前龍谷大学直行乗場」[注釈 2]に変更するが、休校日ダイヤとなる日は同乗り場を発車するバスの運行が設定されない。

## その他
- 乗車券には、熊本県の瀬田駅（JR九州豊肥本線）との混同を避けるため、「（東）瀬田」と表示される。
- 当駅はBリーグに所属する滋賀レイクスターズのメイン会場（本拠地）となる滋賀アリーナ（愛称・滋賀ダイハツアリーナ）の最寄り駅でもあるため[23]、駅南口には滋賀レイクスターズの選手らが写った壁面看板などの装飾が2022年12月に施された[24][25]。なお、この装飾の数は合計で17ヵ所である[24]。

## 隣の駅
西日本旅客鉄道（JR西日本）
 琵琶湖線（東海道本線）
■新快速
通過
■普通（京都駅または高槻駅以西は快速となる列車を含む）
南草津駅 (JR-A25) - 瀬田駅 (JR-A26) - 石山駅 (JR-A27)

### 記事本文